# 佐向大
佐向 大（さこう だい、1971年 - ）は、日本の映画監督、脚本家、編集技師である。

## 経歴
1971年、神奈川県に生まれ、横須賀市で育つ。2006年、黒沢清をして「ヴェンダースをやがて乗り越え、その真の後継者となるだろう」と言わしめた長編第2作の『まだ楽園』が劇場公開される。2008年、『休暇』の脚本を手がける。2010年、『ランニング・オン・エンプティ』で商業映画監督デビュー。同年、『アブラクサスの祭』の脚本を手がけた。

## フィルモグラフィー

### 映画
- 夜と昼（1995年） - 監督・脚本・出演
- 車をさがす（1998年） - 監督・脚本
- まだ楽園（2006年） - 監督・脚本・編集・共同撮影
- 休暇（2008年） - 脚本
- ランニング・オン・エンプティ（2010年） - 監督・共同脚本・編集
- アブラクサスの祭（2010年） - 共同脚本
- ソラからジェシカ（2011年） - 監督・脚本
- ハッピーネガティブマリッジ（2014年） - 共同脚本
- BRIGHT AUDITION（2014年） - 脚本
- ホペイロの憂鬱（2018年） - 脚本
- 教誨師（2018年） - 監督・脚本
- 恋する男（2020年） - 脚本
- 夜を走る（2022年） - 監督・脚本

### テレビ
- えいごであそぼ（2012年 - 、Eテレ） - 脚本